# 사마나주

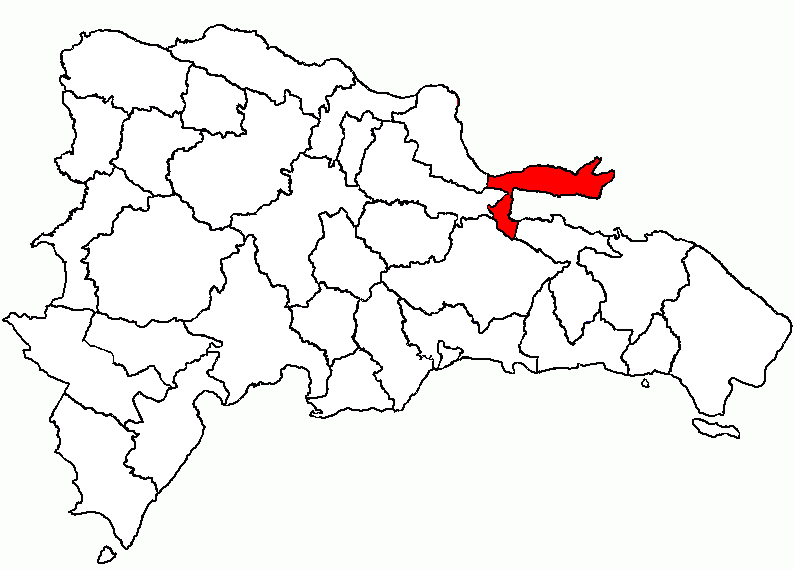
사마나 주의 위치

사마나주(스페인어: Samaná)는 도미니카 공화국 북동부에 위치한 주로 주도는 사마나이며 면적은 853.74km2, 인구는 139,707명(2014년 기준)이다. 1867년에 신설되었다.
북쪽과 동쪽으로는 대서양, 서쪽으로는 두아르테 주와 마리아트리니다드산체스 주, 남쪽으로는 몬테플라타 주와 접한다. 3개 지방 자치체와 3개 지구를 관할한다.